# Spilosoma lugens
Spilosoma lugens là một loài bướm đêm thuộc phân họ Arctiinae, họ Erebidae.